# Журуа (микрорегион)

Журуа на карте.

Журуа (порт. Microrregião de Juruá) — микрорегион в Бразилии. входит в штат Амазонас. Составная часть мезорегиона Юго-запад штата Амазонас. Население составляет 127 845 человек на 2010 год. Занимает площадь 122 114,682 км². Плотность населения — 1,05 чел./км².

## Демография
Согласно сведениям, собранным в ходе переписи 2010 г. Национальным институтом географии и статистики (IBGE), население микрорегиона составляет:
| Полное население                             | Полное население                             | Полное население                             | Полное население                             | 127 845 |
| -------------------------------------------- | -------------------------------------------- | -------------------------------------------- | -------------------------------------------- | ------- |
| в том числе:                                 | Городское население                          | 79 546                                       | Процент городского населения, %              | 62,22   |
|                                              | Сельское население                           | 48 299                                       | Процент сельского населения, %               | 37,78   |
|                                              | Мужское население                            | 65 834                                       | Процент мужского населения, %                | 51,50   |
|                                              | Женское население                            | 62 011                                       | Процент женского населения, %                | 48,50   |
| Плотность населения, чел/км²                 | Плотность населения, чел/км²                 | Плотность населения, чел/км²                 | Плотность населения, чел/км²                 | 1,05    |
| Население микрорегиона в % к населению штата | Население микрорегиона в % к населению штата | Население микрорегиона в % к населению штата | Население микрорегиона в % к населению штата | 3,67    |

## Состав микрорегиона
В составе микрорегиона включены следующие муниципалитеты:
1. Карауари
2. Эйрунепе
3. Энвира
4. Гуажара
5. Ипишуна
6. Итамарати
7. Журуа